# Fiona Alexander
Fiona Alexander (Inglaterra, Reino Unido, 1948-San Luis Potosí, México, 1982) fue una artista plástica, diseñadora de escenografía y vestuario e integrante de la Compañía Nacional de Teatro de México, país que escogió como su segunda patria.
Estudió arquitectura en el Portsmouth Politechnic y pintura en el Royal West of England Academic. También estudió grabado en Brighton. Llegó a San Luis Potosí, México, en 1972 como profesora de grabado en el Instituto Potosino de Bellas Artes, donde aprendió a hablar español. 
Estuvo casada con Alejandro Luna, con quien tuvo un hijo, el actor y director Diego Luna.
Murió mientras se encontraba en la filmación de Antonieta, dirigida por Carlos Saura, en un accidente automovilístico en 1982, a los 34 años.
Con motivo de homenaje tras dos años de su muerte, se realizó una exposición con sus obras en el Museo Carrillo Gil del Instituto Nacional de Bellas Artes, que incluía 82 obras que se pudieron reunir de sus colecciones particulares, en los que destacaban dibujos, acuarelas, grabados, gouaches, acrílicos, ambientaciones y “objetos”, los cuales eran pinturas tridimensionales que integraban al material con el diseño.

## Participación como vestuarista en obras de teatro
- Ana Karenina, adaptación de la novela de León Tolstói, traducción y adaptación de Carlos Solórzano y Héctor Mendoza, dirección de Héctor Mendoza, estreno el 31 de marzo de 1978 en el Teatro Hidalgo.[6]
- Tío Vania, de Antón Chéjov, obra en 4 actos, traducción de Ludwik Margules, 1978, producción de Pedro García Jiménez, dirección de Ludwik Margules.[7]
- Y con Nausístra, ¿qué?, suceso teatral de Héctor Mendoza, de 1978, producción de Gabriel Pascal, dirección de Héctor Mendoza.[8]
- Historia de la aviación, espectáculo de un acto, un prólogo, un epílogo y un fin de fiesta, original de Héctor Mendoza, de 1979, producción de Matilde Kalfon.[9]
- Minotastas y su familia, fantasía para actores y títeres de catorce escenas de Hugo Hiriart, con funciones del 21 de noviembre al 21 de diciembre de 1980, dirección de Hugo Hiriart.[10]
- Miscast, paráfrasis de Juan José Gurrola a la comedia de Salvador Elizondo, de 1982, en sala M. Covarrubias, del Centro Cultural Universitario, con de dirección Juan José Gurrola.[11]
- La ópera de los 3 ¢, de Bertolt Brecht y Kurt Weill, con estreno el 29 de septiembre de 1977, traducción de Carmén Alardín, adaptación de textos de Luis Rivero, dirección y concentración musical de Luis Rivero.[12]

## Premios y distinciones
- Becaria del Instituto de Investigaciones Estéticas de la UNAM (1973)
- Premio de adquisición en la Bienal de Artes Gráficas de Bellas Artes (1977)